# 不安の種
『不安の種』（ふあんのたね）は、中山昌亮による日本の漫画、およびそれを原作としたホラー映画。『チャンピオンRED』（秋田書店）にて、2002年12月号から2005年5月号まで連載された後、『週刊少年チャンピオン』（同社刊）に移籍し『不安の種+』（ふあんのたねプラス）と改題して2007年9号から2008年15号まで連載。その後、『不安の種*』（ふあんのたねアスタリスク）と改題し、『チャンピオンRED』にて2019年4月号から連載中。
映画は2013年に公開。監督は長江俊和。石橋杏奈主演。カラー・87分。PG12。

## あらすじ
何気ない日常生活を送っているはずの主人公達が、突然湧き起こる理不尽な恐怖や怪異と出会うホラー物。登場キャラの中では「おちょなんさん」などが有名。

## 書誌情報
- 中山昌亮『不安の種』 秋田書店、全3巻
  1. 2004年6月24日発売[3]、ISBN 4-253-10486-X
  2. 2004年6月24日発売[4]、ISBN 4-253-10487-8
  3. 2005年4月20日発売[5]、ISBN 4-253-10488-6
- 中山昌亮『不安の種+』 秋田書店〈少年チャンピオン・コミックス〉、全4巻
  1. 2007年7月6日発売[6]、ISBN 978-4-253-20387-6
  2. 2007年12月7日発売[7]、ISBN 978-4-253-20388-3
  3. 2008年4月8日発売[8]、ISBN 978-4-253-20389-0
  4. 2008年6月6日発売[9]、ISBN 978-4-253-20390-6
- 中山昌亮『不安の種*』 秋田書店〈チャンピオンREDコミックス〉、既刊9巻（2025年7月18日現在）
  1. 2020年1月20日発売[10][11]、ISBN 978-4-253-23747-5
  2. 2020年7月20日発売[12]、ISBN 978-4-253-23748-2
  3. 2021年3月18日発売[13]、ISBN 978-4-253-23749-9
  4. 2022年1月20日発売[14]、ISBN 978-4-253-23750-5
  5. 2022年9月20日発売[15]、ISBN 978-4-253-32111-2
  6. 2023年7月20日発売[16]、ISBN 978-4-253-32112-9
  7. 2024年1月18日発売[17]、ISBN 978-4-253-32113-6
  8. 2024年10月18日発売[18]、ISBN 978-4-253-32114-3
  9. 2025年7月18日発売[19]、ISBN 978-4-253-32115-0

## 映画

### キャスト
- 石橋杏奈 - 鹿野陽子
- 須賀健太 - 畑野誠二
- 浅香航大 - 乾巧
- 岩井志麻子
- 津田寛治
- 栗原瞳 - 龍太の母
- 小山颯
- 森くれあ -  陽子（幼少期）
- 川村亮介 - 都留
- 五頭岳夫 - 大樹の祖父
- 龍坐
- 気谷ゆみか
- 岩本淳

### スタッフ
- 監督・脚本：長江俊和
- 製作：藤岡修 、 山崎浩一 、 鈴木香織 、 吉川雅子 、 宇田川寧 、 沢考史
- プロデューサー：高口聖世巨 、 柴原祐一
- 企画：鈴木淳一
- 撮影：平尾徹
- 音楽：石川忠
- 美術：高山雅子
- 編集：相良直一郎
- 録音：藤本賢一
- ヘア&メイク：片伊木彩名
- 助監督：亀谷英司
- 照明：斉藤久晃
- ライン・プロデューサー：中村和樹
- CG：本田貴雄
- 制作担当：真野清文
- 制作プロデューサー：松浦順子
- 衣装：加藤みゆき
- VE：栃木光信
- 特殊造形：百武朋